# Thế vận hội Mùa hè 1940
Thế vận hội Mùa hè 1940, tên chính thức là Thế vận hội Mùa hè lần thứ XII, là một sự kiện thể thao đa môn quốc tế dự kiến được tổ chức từ ngày 21 tháng 9 đến ngày 6 tháng 10 năm 1940 tại thành phố Tokyo, Nhật Bản. Sau đó, do chiến tranh Trung - Nhật bùng nổ vào năm 1937, sự kiện được dời lại sang ngày 20 tháng 7 đến ngày 4 tháng 8 năm 1940 tại Helsinki, Phần Lan. Tuy nhiên, Thế vận hội đã bị hủy bỏ do Chiến tranh thế giới thứ hai, cùng với Thế vận hội Mùa đông 1940 dự kiến diễn ra tại Sapporo, Nhật Bản. Đây là lần thứ ba Thế vận hội bị hủy bỏ do chiến tranh.
Helsinki sau đó đã đăng cai tổ chức Thế vận hội Mùa hè 1952. Tokyo cũng tổ chức Thế vận hội Mùa hè vào các năm 1964 và 2020, trong đó kỳ Thế vận hội năm 2020 bị hoãn sang năm 2021 do đại dịch COVID-19.